# Axarus dorneri
Axarus dorneri är en tvåvingeart som först beskrevs av Malloch 1915.  Axarus dorneri ingår i släktet Axarus och familjen fjädermyggor. Inga underarter finns listade i Catalogue of Life.